# Meaghan Rath

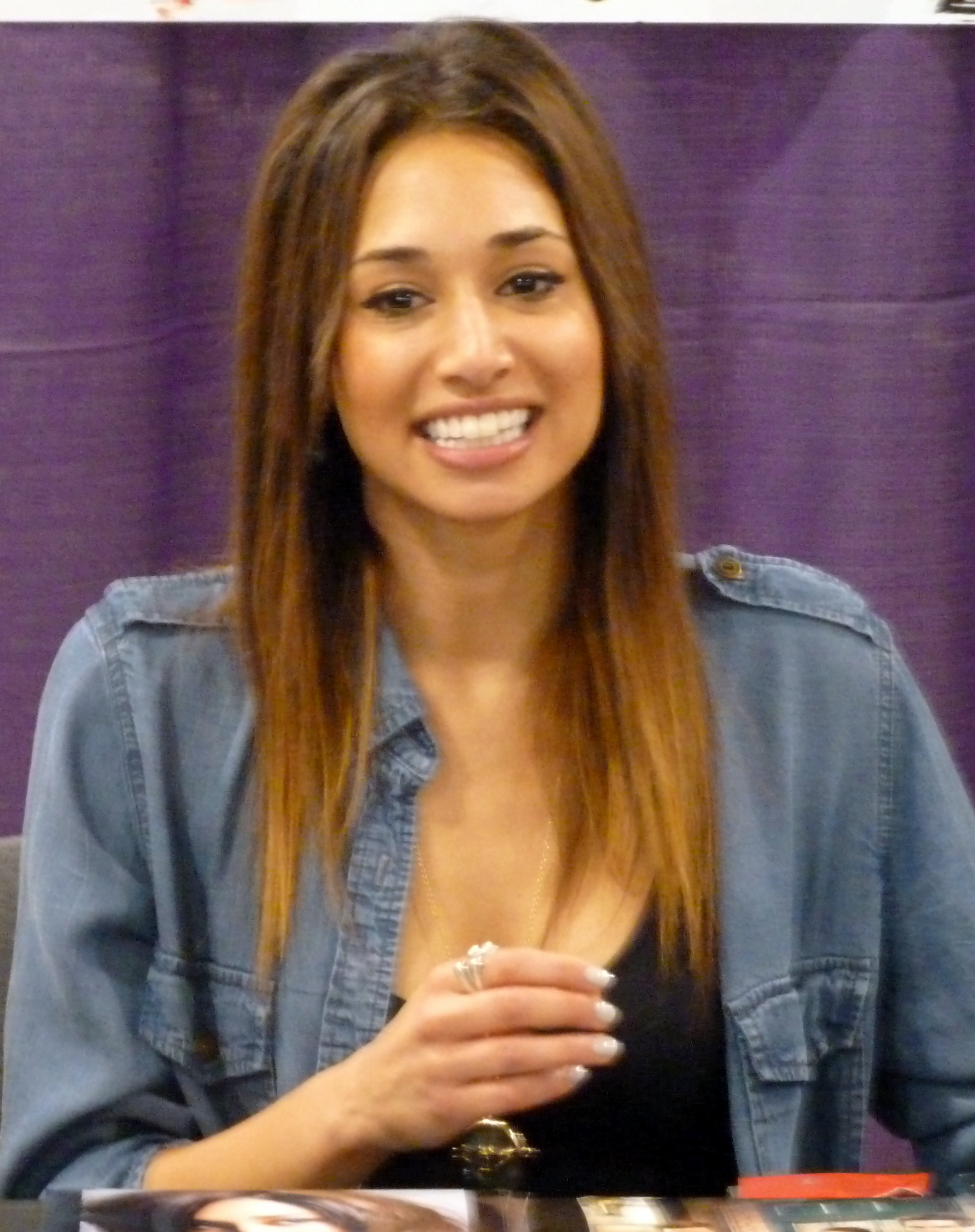
Meaghan Rath (2012)

Meaghan Rath (* 18. Juni 1986 in Montreal, Québec) ist eine kanadische Schauspielerin. Bekannt wurde sie durch ihre Rollen in Matchball für die Liebe und in The Assistens. Sie stellte zwischen 2011 und 2014 den Geist Sally Malik in der US-Version von Being Human dar.

## Leben
Meaghan Rath wurde in Montreal in Kanada geboren und studierte Cinema and Communications am Dawson College in Montreal. Ihre Eltern sind beide Kanadier, wobei ihr Vater englisch-österreichischer Abstammung ist und die Familie der Mutter ursprünglich aus Goa, Indien kam. Raths jüngerer Bruder Jesse Rath ist ebenfalls Schauspieler.
Im Mai 2020 heiratete sie ihren Schauspielkollegen Jack Cutmore-Scott, den sie 2015 am Set der Fernsehserie Cooper Barrett’s Guide to Surviving Life kennenlernte.

## Karriere
Ihre erste Filmrolle war in dem Jugendfilm Lost and Delirious. Ihren schauspielerischen Durchbruch verschaffte ihr die Hauptrolle der Tennisspielerin Adena Stiles in der Fernsehserie Matchball für die Liebe, die sie drei Staffeln verkörperte und wofür sie 2006 einen Gemini Award in der Kategorie Best Performance in a Youth or Children’s Program or Series erhielt. Nach vielen Auftritten in kleineren Serien war sie von 2011 bis 2014 in der Mysterieserie Being Human als Geist Sally Malik zu sehen. In der Serie spielte sie ab der dritten Staffel neben ihrem Bruder Jesse, der dort ihren Serienbruder Robbie darstellte.
Im April 2014 erhielt sie eine wiederkehrende Rolle in der Serie Banshee – Small Town. Big Secrets. Von 2017 bis 2020 hatte sie eine Hauptrolle in der Serie Hawaii Five-0 als Officer Tani Rey.

## Filmografie (Auswahl)

### Filme
- 2001: Lost and Delirious
- 2006: 10.5 – Apokalypse (10.5: Apocalypse)
- 2007: I Me Wed
- 2007: Tödliches Geheimnis (My Daughter’s Secret)
- 2008: Prom Wars: Love Is a Battlefield
- 2010: You Are So Undead
- 2011: Internet-Mobbing (Cyberbully)
- 2013: Three Night Stand
- 2017: Another Kind of Wedding
- 2018: The Clinic

### Fernsehserien
- 2004: Fries with That? (2 Episoden)
- 2004–2006: Matchball für die Liebe (15/Love, 47 Episoden)
- 2007: Heartland – Paradies für Pferde (Heartland, Episode 1x01)
- 2009: Aaron Stone (2 Episoden)
- 2009: The Assistants (13 Episoden)
- 2010–2011: 18 to Life (2 Episoden)
- 2011–2014: Being Human (52 Folgen)
- 2012: Flashpoint – Das Spezialkommando (Flashpoint, Episode 5x04)
- 2014: Kingdom (3 Folgen)
- 2015: Banshee – Small Town. Big Secrets. (Banshee, 5 Folgen)
- 2015–2016: New Girl (5 Folgen)
- 2015: Secrets and Lies (5 Folgen)
- 2015: Motive (1 Folge)
- 2016: Cooper Barrett’s Guide to Surviving Life
- 2017–2020: Hawaii Five-0 (72 Folgen)
- 2017: Rogue (10 Folgen)
- 2020: Magnum P.I. (Folge 2x12)
- 2020: Supergirl (2 Folgen)
- seit 2022: Children Ruin Everything
- 2023: Accused (Folge 1x12)
- 2023: How I Met Your Father (3 Folgen)